# Javier Lozano Barragán

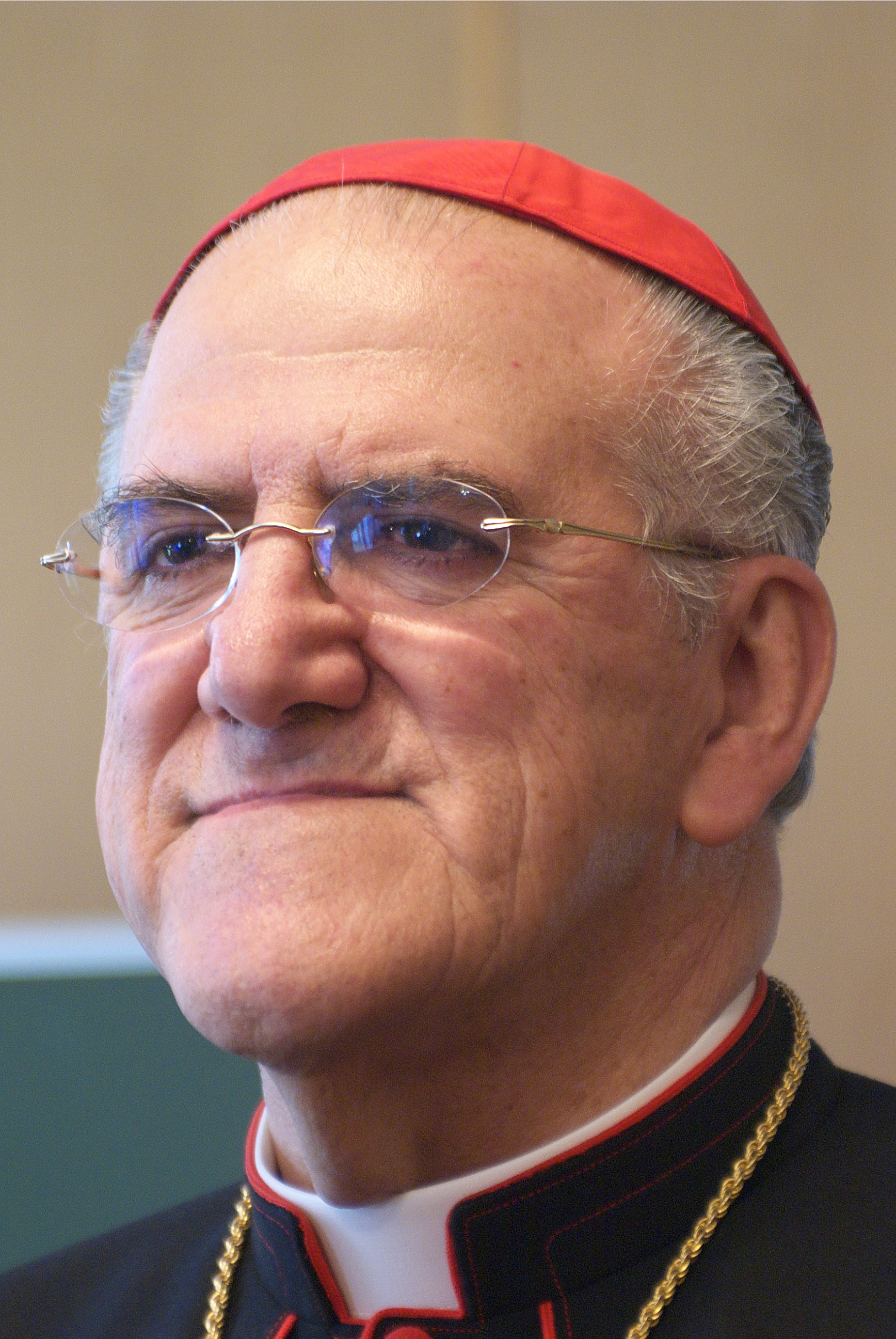
Javier Kardinal Lozano Barragán (2006)

Wappen von Javier Kardinal Lozano Barragán

Javier Kardinal Lozano Barragán (* 26. Januar 1933 in Toluca, Mexiko; † 20. April 2022 in Rom, Italien) war ein mexikanischer Geistlicher und Kurienkardinal der römisch-katholischen Kirche. Zwischen 1997 und 2009 war er Präsident des Päpstlichen Rates für die Pastoral im Krankendienst.

## Leben
Javier Lozano Barragán studierte in Zamora und Rom die Fächer Philosophie und Katholische Theologie. Am 30. Oktober 1955 empfing er durch den damaligen Kurienbischof Carlo Confalonieri das Sakrament der Priesterweihe. Das anschließende Promotionsstudium an der Pontificia Università Gregoriana schloss er 1958 mit einer Dissertation über die „Attribute Gottes“ ab. Danach war er Präfekt und Dozent am Priesterseminar von Zamora.

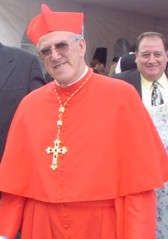
Kardinal Lozano Barragán in der Basilika Unserer Lieben Frau von Guadalupe in Mexiko-Stadt (2004)

Am 5. Juni 1979 ernannte ihn Papst Johannes Paul II. zum Titularbischof von Thinisa in Numidia und zum Weihbischof in Mexiko-Stadt. Die Bischofsweihe spendete ihm am 15. August desselben Jahres in der Basilika Unserer Lieben Frau von Guadalupe der Erzbischof von Mexiko-Stadt, Ernesto Kardinal Corripio y Ahumada; Mitkonsekratoren waren Miguel Darío Kardinal Miranda y Gómez, Alterzbischof von Mexiko-Stadt und José Esaúl Robles Jiménez, Bischof von Zamora. Nach der 3. Generalversammlung des lateinamerikanischen Episkopates 1979 in Puebla, an der Lozano als theologischer Berater teilnahm, leitete er zeitweilig das Lateinamerikanische Pastoralinstitut (Instituto Pastoral Latinoamericano, IPLA) des Lateinamerikanischen Bischofsrates (CELAM), damals in Medellín ansässig, das auf seinen Rat in „Lateinamerikanisches Institut für Pastoraltheologie“ (Instituto Teológico-Pastoral para América Latina, ITEPAL) umbenannt wurde.
Am 28. Oktober 1984 wurde Javier Lozano Barragán von Papst Johannes Paul II. als Nachfolger von Rafael Muñoz Núñez zum Bischof von Zacatecas ernannt.
Am 20. August 1996 bestimmte Johannes Paul II. ihn als Nachfolger von Fiorenzo Kardinal Angelini zum Präsidenten des Päpstlichen Rates für die Pastoral im Krankendienst. Er gab in der Folge sein Bischofsamt auf und trat am 7. Januar 1997 seinen Dienst an. Zugleich wurde er in den Rang eines Erzbischofs erhoben. In seiner Funktion als Präsident des Päpstlichen Rates für die Pastoral im Krankendienst war Barragáns unter anderem Organisator der Weltkrankentage.
Im Konsistorium vom 21. Oktober 2003 nahm ihn der Papst als Kardinaldiakon mit der Titeldiakonie San Michele Arcangelo in das Kardinalskollegium auf. Die Besitzergreifung seiner Titelkirche fand am 29. November desselben Jahres statt.
Lozano Barragán war Teilnehmer am Konklave 2005, in dem Benedikt XVI. gewählt wurde. Dieser bestätigte ihn am 21. April 2005 in allen seinen kurialen Ämtern. Am 18. April 2009 nahm der Papst Lozano Barragáns aus Altersgründen vorgebrachtes Rücktrittsgesuch vom Amt des Präsidenten des Päpstlichen Rates für die Pastoral im Krankendienst an und ernannte Zygmunt Zimowski zu seinem Nachfolger.
Am Konklave 2013, in dem Franziskus gewählt wurde, nahm Kardinal Lozano Barragán wegen Überschreitung der Altersgrenze von 80 Jahren nicht mehr teil. Am 12. Juni 2014 wurde er zum Kardinalpriester mit der Titelkirche Santa Dorotea erhoben. Die Besitzergreifung fand am 1. November desselben Jahres statt.
Kardinal Lozano Barragán starb am 22. April 2022 in seiner Wohnung im Palazzo di San Callisto an den Folgen eines Sturzes.

## Mitgliedschaften
Kardinal Barragán war Mitglied folgender Einheiten der Römischen Kurie:
- Kongregation für die Selig- und Heiligsprechungsprozesse (seit 2004)[6]
- Kongregation für die Evangelisierung der Völker (seit 2003)[7]
- Kongregation für die Bischöfe (seit 2000[8], bestätigt 2003[7])
- Päpstliche Kommission für Lateinamerika (seit 2003)[7]
- Päpstliches Komitee für die Eucharistischen Weltkongresse (seit 2002)[9]

## Schriften
- La dogmatica actual a traves de los atributos de Dios. Rom 1967.
- La Iglesia del Pueblo. Teologias en conflicto. Centro de Estudios y Promoción social, Mexiko-Stadt 1983.
- Balcón de recuerdos alrededor del mundo. Editrice Velar Gorle, Bergamo 2011 (Erinnerungen).